# Bind, Torture, Kill
Bind, Torture, Kill je album belgijske grupe Suicide Commando. Izašao je 2006. Album je dobio ime po serijskom ubojici Dennis Raderu, inače zvanom Bind, Torture, Kill. 

## Popis pjesama
1. Bind, Torture, Kill
2. Bleed For Us All
3. Conspiracy with the Devil
4. Menschnefresser (Eat Me)
5. Dead March
6. Massaker
7. Torment Me
8. Godsend (Deceased Part II)
9. We Are the Sinners
10. F**k You Bitch
11. Rader